# Liste des établissements pénitentiaires en France
 (mai 2018).
Cette liste des établissements pénitentiaires français regroupe les établissements pénitentiaires français gérés par l'administration pénitentiaire (rattachée au ministère de la Justice depuis 1911). Ils font partie des lieux privatifs de liberté. La liste est classée par direction interrégionale des services pénitentiaires (DISP). 
Il existe plusieurs types de structures pénitentiaires :
- Les maisons d'arrêt (MA), qui accueillent les prévenus placés en détention provisoire et les condamnés dont la peine ou le reliquat de peine n’excède pas deux ans ;
- Les établissements pour peine, qui accueillent les condamnés, divisés en plusieurs catégories selon la population pénale accueillie :
  - Les centres de détention (CD), qui accueillent ceux dont la peine est supérieure ou égale à un an ; leur régime de détention est principalement orienté vers la réinsertion ;
  - Les maisons centrales (MC), qui accueillent les condamnés à une longue peine et/ou présentant des risques ; leur régime de détention est essentiellement axé sur la sécurité ;
  - Les centres de semi-liberté (CSL), qui accueillent les condamnés admis au régime de semi-liberté ou du placement extérieur et qui peuvent dès lors sortir de l'établissement en journée pour exercer une activité professionnelle, suivre une formation ou encore bénéficier d’un traitement médical ;
  - Les centres pour peines aménagées (CPA), qui accueillent certains condamnés admis au régime du placement extérieur ou de la semi-liberté ainsi que ceux dont le reliquat de peine est inférieur à un an afin de leur permettre de réaliser leur projet de réinsertion ;

- Les centres pénitentiaires (CP), qui sont des établissements mixtes comprenant au moins deux quartiers avec des régimes de détention différents (MA/CD, CD/MC, etc.) ;

- Les établissements pénitentiaires pour mineurs (EPM), qui accueillent les détenus mineurs, qu'ils soient prévenus ou condamnés, en complément des quartiers mineurs (QM) des maisons d'arrêt.

## Établissements situés dans le ressort de la direction interrégionale de Bordeaux
La direction interrégionale du Sud-Ouest est basée à Bordeaux. Elle regroupe les départements suivants: Charente (16), Charente-Maritime (17), Corrèze (19), Creuse (23), Dordogne (24), Gironde (33), Landes (40), Lot-et-Garonne (47), Pyrénées-Atlantiques (64), Deux-Sèvres (79), Vienne (86) et Haute-Vienne (87).
Dans le tableau ci-dessous, les villes désignées par un astérisque (*) accueillent également les sièges départementaux du SPIP (Service pénitentiaire d'insertion et de probation). Seul le siège départemental du SPIP de la Charente-Maritime, situé à La Rochelle ne figure pas dans cette liste.
| Structure                   | Structure                     | Structure       | Effectif théorique       | Effectif théorique    | Effectif théorique | Effectif théorique         | Effectif théorique | Effectif théorique |
| Ville                       | Type d'établissement          | Mise en service | Hommes                   | Femmes                | Mineurs            | QSL                        | CNE                | Total              |
| --------------------------- | ----------------------------- | --------------- | ------------------------ | --------------------- | ------------------ | -------------------------- | ------------------ | ------------------ |
| Agen*                       | Maison d'arrêt (MA)           | 1860            | 119                      | 17                    | -                  | 8                          | -                  | 146                |
| Angoulême*                  | Maison d'arrêt (MA)           | 1889            | ?                        | ?                     | ?                  | 18                         | -                  | 217                |
| Bayonne                     | Maison d'arrêt (MA)           | 1891            | 70                       | -                     | -                  | 5                          | -                  | 75                 |
| Bédenac                     | Centre de détention (CD)      | 1986            | 142                      | -                     | -                  | -                          | -                  | 142                |
| Bordeaux-Gradignan*         | Centre pénitentiaire (MA/CPA) | 1967            | ?                        | ?                     | ?                  | 61                         | -                  | 407                |
| Eysses (Villeneuve-sur-Lot) | Centre de détention (CD)      | 1803            | 316                      | -                     | -                  | -                          | -                  | 316                |
| Guéret*                     | Maison d'arrêt (MA)           | 1835            | 31                       | -                     | -                  | 7                          | -                  | 38                 |
| Limoges*                    | Maison d'arrêt (MA)           | 1856            | 60                       | 10                    | 6                  | 5                          | -                  | 81                 |
| Mauzac                      | Centre de détention (CD)      | 1986            | 332                      | -                     | -                  | -                          | -                  | 332                |
| Mont-de-Marsan*             | Centre pénitentiaire (MA/CD)  | 2008            | 660 (MA : 300, CD : 360) | -                     | -                  | 16                         | -                  | 676                |
| Neuvic                      | Centre de détention (CD)      | 1990            | 400                      | -                     | -                  | -                          | -                  | 400                |
| Niort*                      | Maison d'arrêt (MA)           | 1853            | ?                        | -                     | -                  | 3                          | -                  | 66                 |
| Pau*                        | Maison d'arrêt (MA)           | 1861            | 193                      | 42                    | 10                 | 9 (Hommes : 7, Femmes : 2) | -                  | 256                |
| Périgueux*                  | Maison d'arrêt (MA)           | 1863            | 91                       | -                     | -                  | -                          | -                  | 91                 |
| Poitiers-Vivonne*           | Centre pénitentiaire (MA/CD)  | 2009            | 480 (MA : 240, CD : 240) | 30 (MA : 15, CD : 15) | -                  | 6                          | -                  | 556                |
| Rochefort                   | Maison d'arrêt (MA)           | 1853            | 51                       | -                     | -                  | 2                          | -                  | ?                  |
| Saint-Martin-de-Ré*         | Maison centrale (MC)          | ?               | 500                      | -                     | -                  | -                          | -                  | 500                |
| Saintes                     | Maison d'arrêt (MA)           | 1831            | 81                       | -                     | -                  | -                          | -                  | 81                 |
| Tulle*                      | Maison d'arrêt (MA)           | 1961            | ?                        | -                     | -                  | 3                          | -                  | 49                 |
| Uzerche                     | Centre de détention (CD)      | 1990            | 600                      | -                     | -                  | -                          | -                  | 600                |

## Établissements situés dans le ressort de la direction interrégionale de Dijon
La direction interrégionale du Centre est basée à Dijon. Elle regroupe les départements suivants : Ardennes (08), Aube (10), Cher (18), Côte-d'Or (21), Eure-et-Loir (28), Indre (36), Indre-et-Loire (37), Loir-et-Cher (41), Loiret (45), Marne (51), Haute-Marne (52), Nièvre (58), Saône-et-Loire (71) et Yonne (89).
Dans le tableau ci-dessous, les villes désignées par un astérisque (*) accueillent également les sièges départementaux du SPIP (Service pénitentiaire d'insertion et de probation). Seul le siège départemental du SPIP de Saône-et-Loire, situé à Mâcon ne figure pas dans cette liste.
La Maison Centrale de Clairvaux a été fermée en 2023,.
| Structure                       | Structure                    | Structure            | Effectif théorique       | Effectif théorique | Effectif théorique | Effectif théorique | Effectif théorique | Effectif théorique |
| Ville                           | Type d'établissement         | Mise en service      | Hommes                   | Femmes             | Mineurs            | QSL                | CNE                | Total              |
| ------------------------------- | ---------------------------- | -------------------- | ------------------------ | ------------------ | ------------------ | ------------------ | ------------------ | ------------------ |
| Auxerre*                        | Maison d'arrêt (MA)          | 1853                 | 81                       | -                  | 5                  | 4                  | -                  | 90                 |
| Blois*                          | Maison d'arrêt (MA)          | 1943                 | -                        | -                  | -                  | -                  | -                  | 115                |
| Bourges*                        | Maison d'arrêt (MA)          | 1896                 | -                        | -                  | -                  | -                  | -                  | 118                |
| Châlons-en-Champagne*           | Maison d'arrêt (MA)          | 1854                 | 253                      | 39                 | -                  | 9                  | -                  | 301                |
| Charleville-Mézières*           | Maison d'arrêt (MA)          | 1620                 | 23                       | -                  | -                  | -                  | -                  | 23                 |
| Châteaudun                      | Centre de détention (CD)     | 1991                 | 601                      | -                  | -                  | -                  | -                  | 601                |
| Châteauroux*                    | Centre pénitentiaire (MA/CD) | 1991                 | 355 (MA : 96, CD : 259)  | -                  | -                  | 10                 | -                  | 365                |
| Chaumont*                       | Maison d'arrêt (MA)          | 1887                 | 95                       | -                  | 10                 | 6                  | -                  | 111                |
| Clairvaux (Ville-sous-la-Ferté) | Maison centrale (MC)         | 1804                 | 240                      | -                  | -                  | -                  | -                  | 240                |
| Dijon*                          | Maison d'arrêt (MA)          | 1852                 | 111                      | 33                 | 11                 | -                  | -                  | 155                |
| Joux-la-Ville                   | Centre de détention (CD)     | 1990                 | 500                      | 100                | -                  | -                  | -                  | 600                |
| Montargis                       | Centre de semi-liberté (CSL) | 2000                 | -                        | -                  | -                  | 20                 | -                  | 20                 |
| Nevers*                         | Maison d'arrêt (MA)          | 1857                 | 112                      | -                  | -                  | 6                  | -                  | 118                |
| Orléans-Saran*                  | Centre pénitentiaire (MA/CD) | 2014                 | 630 (MA : 420, CD : 210) | 30                 | -                  | 60                 | -                  | 768                |
| Reims                           | Maison d'arrêt (MA)          | 1905                 | 134                      | -                  | -                  | -                  | -                  | 134                |
| Saint-Maur                      | Maison centrale (MC)         | 1975                 | 260                      | -                  | -                  | -                  | -                  | 260                |
| Tours*                          | Maison d'arrêt (MA)          | 1935                 | -                        | -                  | 10                 | -                  | -                  | 140                |
| Troyes*                         | Maison d'arrêt (MA)          | Début du XIXe siècle | -                        | -                  | -                  | -                  | -                  | 116                |
| Varennes-le-Grand               | Centre pénitentiaire (MA/CD) | 1991                 | 393 (MA : 200, CD : 193) | -                  | -                  | -                  | -                  | 393                |
| Villenauxe-la-Grande            | Centre de détention (CD)     | 1991                 | 408                      | -                  | -                  | -                  | -                  | 408                |

## Établissements situés dans le ressort de la direction interrégionale de Lille
La direction interrégionale Grand Nord est basée à Lille. Elle regroupe les départements suivants: Aisne (02), Nord (59), Oise (60), Pas-de-Calais (62) et Somme (80).
Dans le tableau ci-dessous, les villes désignées par un astérisque (*) accueillent également les sièges départementaux du SPIP (Service pénitentiaire d'insertion et de probation).
| Structure       | Structure                                      | Structure       | Effectif théorique                                | Effectif théorique | Effectif théorique | Effectif théorique | Effectif théorique | Effectif théorique |
| Ville           | Type d'établissement                           | Mise en service | Hommes                                            | Femmes             | Mineurs            | QSL                | CNE                | Total              |
| --------------- | ---------------------------------------------- | --------------- | ------------------------------------------------- | ------------------ | ------------------ | ------------------ | ------------------ | ------------------ |
| Annœullin       | Centre pénitentiaire (CD/MC/MA)                | 2011            | 660 (MA : 360, CD : 210, SMPR : 40, Accueil : 50) | -                  | -                  | -                  | 28                 | 688                |
| Amiens*         | Maison d'arrêt (MA)                            | 1904            | -                                                 | -                  | -                  | -                  | -                  | 307                |
| Arras*          | Maison d'arrêt (MA)                            | 1867            | 158                                               | -                  | -                  | -                  | -                  | 158                |
| Bapaume         | Centre de détention (CD)                       | 1990            | 500                                               | 100                | -                  | -                  | -                  | 600                |
| Beauvais*       | Centre pénitentiaire (MA/CSL)                  | 2015            | 521                                               | 64                 | -                  | 30                 | -                  | 615                |
| Béthune         | Maison d'arrêt (MA)                            | 1895            | -                                                 | -                  | -                  | -                  | -                  | 180                |
| Château-Thierry | Centre pénitentiaire (CD/MC)                   | 1890            | 134 (CD : 33, MC : 101)                           | -                  | -                  | -                  | -                  | 134                |
| Douai           | Maison d'arrêt (MA)                            | 1907            | -                                                 | -                  | -                  | -                  | -                  | 389                |
| Dunkerque       | Maison d'arrêt (MA)                            | 1830            | 95                                                | -                  | -                  | -                  | -                  | 95                 |
| Haubourdin      | Centre de semi-liberté (CSL)                   | 1984            | 60                                                | -                  | -                  | -                  | -                  | 60                 |
| Laon*           | Centre pénitentiaire (MA/CD)                   | 1991            | 380 (MA : 180, CD : 200)                          | -                  | 15                 | -                  | -                  | 395                |
| Liancourt       | Centre pénitentiaire (MA/CD)                   | 1946            | 616 (MA : 232, CD : 384)                          | -                  | 20                 | -                  | -                  | 636                |
| Lille-Sequedin* | Maison d'arrêt (MA)                            | 2005            | 420                                               | 150                | 40                 | -                  | -                  | 638                |
| Longuenesse     | Centre pénitentiaire (MA/CD)                   | 1991            | 572 (MA : 178, CD : 394)                          | -                  | 22                 | 12                 | -                  | 598                |
| Maubeuge        | Centre pénitentiaire (MA/CD)                   | 1990            | 400 (MA : 200, CD : 200)                          | -                  | -                  | -                  | -                  | 400                |
| Quiévrechain    | Établissement pénitentiaire pour mineurs (EPM) | 2007            | -                                                 | -                  | 60                 | -                  | -                  | 60                 |
| Valenciennes    | Maison d'arrêt (MA)                            | 1964            | 182                                               | 24                 | -                  | 16                 | -                  | 222                |
| Vendin-le-Vieil | Centre pénitentiaire (CD/MC)                   | 2015            | 238                                               | -                  | -                  | -                  | -                  | 238                |

## Établissements situés dans le ressort de la direction interrégionale de Lyon
La direction interrégionale de Lyon regroupe les départements de l'Ain (01), de l'Allier (03), de l'Ardèche (07), du Cantal (15), de la Drôme (26), de l'Isère (38), de la Loire (42), de la Haute-Loire (43), du Puy-de-Dôme (63), du Rhône (69D), de la Savoie (73) et de la Haute-Savoie (74) ainsi que la Métropole de Lyon (69M).
Dans le tableau ci-dessous, les villes désignées par un astérisque (*) accueillent également les sièges départementaux du SPIP (Service pénitentiaire d'insertion et de probation).
| Ville                   | Type d'établissement                           | Mise en service      | Effectif théorique |
| ----------------------- | ---------------------------------------------- | -------------------- | ------------------ |
| Moulins-Yzeure          | Centre pénitentiaire (MA/MC)                   | 1983                 | 272                |
| Montluçon               | Maison d'arrêt (MA)                            | 1884                 | 21                 |
| Riom                    | Centre pénitentiaire (MA/CD/CSL)               | 2015                 | 566                |
| Aurillac*               | Maison d'arrêt (MA)                            | 1868                 | 73                 |
| Puy-en-Velay*           | Maison d'arrêt (MA)                            | 1897                 | 36                 |
| Saint-Étienne           | Centre pénitentiaire (MA/CSL)                  | 1968                 | 285                |
| Roanne                  | Centre de détention (CD)                       | 2008                 | 602                |
| Villefranche-sur-Saône  | Centre pénitentiaire (MA/CSL)                  | 1990                 | 636                |
| Rhône                   | Établissement pénitentiaire pour mineurs (EPM) | 2007                 | 60 (mineurs)       |
| Lyon                    |                                                | 1996                 | 100 (semi-liberté) |
| Lyon-Corbas*            | Maison d'arrêt (MA)                            | 2009                 | 690                |
| Saint-Quentin-Fallavier | Centre pénitentiaire (MA/CD)                   | 1991                 | 430                |
| Bourg-en-Bresse*        | Centre pénitentiaire (MA/CD/CSL)               | 2009                 | 690                |
| Bonneville              | Maison d'arrêt (MA)                            | 1969, 2014           | 90 + 20 mineurs    |
| Aiton                   | Centre pénitentiaire (MA/CD)                   | 1992                 | 430                |
| Chambéry*               | Maison d'arrêt (MA)                            | 1936                 | 68                 |
| Grenoble                | Maison d'arrêt (MA)                            | 1972, 2005 (mineurs) | 233                |
| Valence*                | Centre pénitentiaire (MA/MC)                   | 2015                 | 464                |
| Privas*                 | Maison d'arrêt (MA)                            | 1820                 | 64                 |

## Établissements situés dans le ressort de la direction interrégionale de Marseille
La direction interrégionale de Marseille regroupe les départements des Alpes-de-Haute-Provence (04), des Hautes-Alpes (05), des Alpes-Maritimes (06), des Bouches-du-Rhône (13), du Var (83), du Vaucluse (84) ainsi que la Haute-Corse (2B) et la Corse-du-Sud (2A).
Dans le tableau ci-dessous, les villes désignées par un astérisque (*) accueillent également les sièges départementaux du SPIP (Service pénitentiaire d'insertion et de probation).
| Ville                   | Type d'établissement                           | Mise en service                                 | Effectif théorique                |
| ----------------------- | ---------------------------------------------- | ----------------------------------------------- | --------------------------------- |
| Gap*                    | Maison d'arrêt (MA)                            | 1790                                            | 37                                |
| Draguignan              | Maison d'arrêt                                 | 2018                                            | 518 prisonniers (capacité de 744) |
| Avignon-Le Pontet       | Centre pénitentiaire (MA/CD/CSL)               | 2003                                            | 600                               |
| Digne*                  | Maison d'arrêt (MA)                            | 1819                                            | 38                                |
| Grasse                  | Maison d'arrêt (MA)                            | 1992                                            | 574                               |
| Nice*                   | Maison d'arrêt (MA)                            | 1887                                            | 364                               |
| Toulon-La Farlède       | Centre pénitentiaire (MA/CD/CSL)               | 2004                                            | 740 (capacité de 600)             |
| Marseille-Les Baumettes | Centre pénitentiaire (MA/CSL)                  | 1936, 2014                                      | 1773 (capacité de 698)            |
| Marseille*              | Établissement pénitentiaire pour mineurs (EPM) | 2007                                            | 60 (mineurs)                      |
| Aix-Luynes              | Centre pénitentiaire (MA/SAS/CNE/QM/QPR)       | 1990 (Aix 1) 2018 (Aix 2)                       | 1700                              |
| Salon-de-Provence       | Centre de détention (CD)                       | 1991                                            | 651                               |
| Arles                   | Maison centrale (MC)                           | 1991 (réhabilitation en 2007 suite inondations) | 209                               |
| Tarascon                | Centre de détention (CD)                       | 1991                                            | 652                               |
| Borgo                   | Centre pénitentiaire (MA/CD)                   | 1993                                            | 246                               |
| Casabianda              | Centre de détention (CD)                       | 1948                                            | 194                               |
| Ajaccio*                | Maison d'arrêt (MA)                            | 1878                                            | 53                                |

## Établissements situés dans le ressort de la direction interrégionale de Paris
La direction interrégionale de Paris regroupe les départements de Paris (75), de la Seine-et-Marne (77), des Yvelines (78), de l'Essonne (91), des Hauts-de-Seine (92), de la Seine-Saint-Denis (93), du Val-de-Marne (94) et du Val-d'Oise (95). 
Dans le tableau ci-dessous, les villes désignées par un astérisque (*) accueillent également les sièges départementaux du SPIP (Service pénitentiaire d'insertion et de probation).
| Ville                 | Type d'établissement                           | Mise en service | Effectif théorique |
| --------------------- | ---------------------------------------------- | --------------- | ------------------ |
| Paris, La Santé       | Centre pénitentiaire (MA/CSL)                  | 1867, 2019      | 820                |
| Nanterre*             | Maison d'arrêt (MA/QM)                         | 1991            | 590                |
| Villepinte            | Maison d'arrêt (MA/QM)                         | 1991            | 588                |
| Gagny                 | Centre de semi-liberté (CSL)                   | 1975            | 50                 |
| Villejuif             | Centre pour peines aménagées (CPA)             | 2006            | 120                |
| Fresnes*              | Centre pénitentiaire (MA/CPA/CSL/EPSNF/MAF)    | 1898            | 1700               |
| Osny-Pontoise         | Maison d'arrêt (MA)                            | 1990            | 580                |
| Bois-d'Arcy           | Centre pénitentiaire (MA/CSL)                  | 1980            | 501                |
| Porcheville           | Établissement pénitentiaire pour mineurs (EPM) | 2008            | 60                 |
| Poissy                | Maison centrale (MC)                           | 1817, 1975      | 220                |
| Versailles*           | Maison d'arrêt (MAF/CSL)                       | 1750, 1985      | 146                |
| Fleury-Mérogis        | Maison d'arrêt (MA/MAF/CJD)                    | 1968            | 2 855              |
| Meaux-Chauconin       | Centre pénitentiaire (MA/CD/CPA)               | 2004            | 578                |
| Sud-francilien (Réau) | Centre pénitentiaire (MC/CD)                   | 2011            | 798                |
| Corbeil*              | Centre de semi-liberté (CSL)                   | 1883            | 74                 |
| Melun*                | Centre pénitentiaire (CD/CSL)                  | 2006            | 220                |

## Établissements situés dans le ressort de la direction interrégionale de Rennes
La direction interrégionale du Grand Ouest est basée à Rennes. Elle regroupe les départements suivants : Calvados (14), Côtes-d'Armor (22), Eure (27), Finistère (29), Ille-et-Vilaine (35), Loire-Atlantique (44), Maine-et-Loire (49), Manche (50), Mayenne (53), Morbihan (56), Orne (61), Sarthe (72), Seine-Maritime (76) et Vendée (85).
Dans le tableau ci-dessous, les villes désignées par un astérisque (*) accueillent également les sièges départementaux du SPIP (Service pénitentiaire d'insertion et de probation). 
| Structure                                          | Structure                 | Structure                                      | Structure       | Effectif théorique                   | Effectif théorique      | Effectif théorique | Effectif théorique | Effectif théorique |
| Nom                                                | Ville                     | Type d'établissement                           | Mise en service | Hommes                               | Femmes                  | Mineurs            | QSL/SAS            | Total              |
| -------------------------------------------------- | ------------------------- | ---------------------------------------------- | --------------- | ------------------------------------ | ----------------------- | ------------------ | ------------------ | ------------------ |
| Maison d'arrêt d'Angers                            | Angers*                   | Maison d'arrêt (MA)                            | 1856            | ?                                    | -                       | -                  | ?                  | 245                |
| Centre de détention d'Argentan                     | Argentan*                 | Centre de détention (CD)                       | 1991            | 640                                  | -                       | -                  | -                  | 640                |
| Maison d'arrêt de Brest                            | Brest*                    | Maison d'arrêt (MA)                            | 1989            | 212                                  | 20                      | 11                 | 12                 | 255                |
| Centre pénitentiaire de Caen-Ifs                   | Caen*                     | Centre pénitentiaire (MA/SAS)                  | 2023            | 495 (MA : 371, Module respect : 124) | 41                      | 18                 | 90                 | 644                |
| Centre pénitentiaire de Caen                       | Caen*                     | Centre pénitentiaire (CD/MA)                   | 1808            | 434                                  | -                       | -                  | -                  | 434                |
| Maison d'arrêt de Cherbourg                        | Cherbourg-en-Cotentin     | Maison d'arrêt (MA)                            | 1862            | 41                                   | -                       | -                  | 5                  | 46                 |
| Centre pénitentiaire d'Alençon-Condé-sur-Sarthe    | Conde-sur-Sarthe          | Centre pénitentiaire (MC/CPA)                  | 2013            | 204                                  | -                       | -                  | 45                 | 249                |
| Maison d'arrêt de Coutances                        | Coutances*                | Maison d'arrêt (MA)                            | 1828            | 40                                   | -                       | -                  | 8                  | 48                 |
| Maison d'arrêt d'Évreux                            | Évreux*                   | Maison d'arrêt (MA)                            | 1912            | 155                                  | -                       | -                  | 7                  | 162                |
| Maison d'arrêt de Fontenay-le-Comte                | Fontenay-le-Comte         | Maison d'arrêt (MA)                            | 1811            | 35                                   | -                       | -                  | 4                  | 39                 |
| Centre pénitentiaire du Havre                      | Saint-Aubin-Routot        | Centre pénitentiaire (MA/CD)                   | 2010            | 690 (MA : 238, CD : 392)             | -                       | 15                 | 45                 | 690                |
| Maison d'arrêt de la Roche-sur-Yon                 | La Roche-sur-Yon*         | Maison d'arrêt (MA)                            | 1910            | 36                                   | -                       | -                  | 4                  | 40                 |
| Maison d'arrêt de Laval                            | Laval*                    | Maison d'arrêt (MA)                            | 1908            | 56                                   | -                       | -                  | -                  | 56                 |
| Centre pénitentiaire du Mans-Les-Croisettes        | Coulaines                 | Centre pénitentiaire (MA/SAS)                  | 2010            | 399                                  | -                       | -                  | 90                 | 489                |
| Centre pénitentiaire de Lorient-Ploemeur           | Ploemeur                  | Centre pénitentiaire (MA/CD)                   | 1982            | 170 (MA : 130, CD : 40)              | -                       | -                  | -                  | 180                |
| Centre pénitentiaire de Nantes                     | Nantes* / Carquefou       | Centre pénitentiaire (MA/CD/CSL)               | 1981/2012       | 958 (MA : 510, CD : 448)             | 40 (MA)                 | -                  | 38                 | 1046               |
| Établissement pénitentiaire pour mineurs d'Orvault | Orvault                   | Établissement pénitentiaire pour mineurs (EPM) | 2008            | -                                    | -                       | 60                 | -                  | 60                 |
| Centre pénitentiaire pour femmes de Rennes         | Rennes*                   | Centre pénitentiaire (MA/CD)                   | 1878            | -                                    | 294 (MA : 56, CD : 238) | -                  | 4                  | 298                |
| Centre pénitentiaire pour hommes de Rennes-Vezin   | Vezin-le-Coquet / Rennes* | Centre pénitentiaire (MA/CD)                   | 2010            | 690 (MA : 390, CD : 210)             | -                       | -                  | -                  | 690                |
| Maison d'arrêt de Rouen                            | Rouen*                    | Maison d'arrêt (MA)                            | 1864            | 518                                  | 70                      | 34                 | 20                 | 651                |
| Maison d'arrêt de Saint-Brieuc                     | Saint-Brieuc*             | Maison d'arrêt (MA)                            | 1903            | 69                                   | -                       | -                  | 17                 | 86                 |
| Maison d'arrêt de Saint-Malo                       | Saint-Malo                | Maison d'arrêt (MA)                            | 1931            | 91                                   | -                       | -                  | 3                  | 94                 |
| Centre de détention de Val-de-Reuil                | Val-de-Reuil              | Centre de détention (CD)                       | 1989            | 800                                  | -                       | -                  | 19                 | 819                |
| Maison d'arrêt de Vannes                           | Vannes                    | Maison d'arrêt (MA)                            | 1830            | 81                                   | -                       | -                  | 7                  | 88                 |

## Établissements situés dans le ressort de la direction interrégionale de Strasbourg
La direction interrégionale du Grand Est est basée à Strasbourg. Elle regroupe les départements suivants : Doubs (25), Jura (39), Meurthe-et-Moselle (54), Meuse (55), Moselle (57), Bas-Rhin (67), Haut-Rhin (68), Haute-Saône (70), Vosges (88), Territoire de Belfort (90).
Dans le tableau ci-dessous, les villes désignées par un astérisque (*) accueillent également les sièges départementaux du Service pénitentiaire d'insertion et de probation (SPIP). Seul le siège départemental du SPIP du Bas-Rhin, situé à Schiltigheim ne figure pas dans cette liste.
| Structure         | Structure                          | Structure       | Effectif théorique | Effectif théorique | Effectif théorique | Effectif théorique | Effectif théorique | Effectif théorique |
| Ville             | Type d'établissement               | Mise en service | Hommes             | Femmes             | Mineurs            | QSL                | CNE                | Total              |
| ----------------- | ---------------------------------- | --------------- | ------------------ | ------------------ | ------------------ | ------------------ | ------------------ | ------------------ |
| Bar-le-Duc*       | Maison d'arrêt (MA)                | 1947            | 73                 | -                  | -                  | -                  | -                  | 73                 |
| Belfort*          | Maison d'arrêt (MA)                | 1829            | 29                 | -                  | -                  | 10                 | -                  | 39                 |
| Besançon*         | Maison d'arrêt (MA)                | 1885            | 256                | -                  | 20                 | -                  | -                  | 276                |
| Besançon*         | Centre de semi-liberté (CSL)       | 1990            | -                  | -                  | -                  | 32                 | -                  | 32                 |
| Briey             | Centre de semi-liberté (CSL)       | 1990            | -                  | -                  | -                  | 25                 | -                  | 25                 |
| Colmar*           | Maison d'arrêt (MA)                | 1919            | -                  | -                  | -                  | -                  | -                  | 120                |
| Écrouves          | Centre de détention (CD)           | 1946            | 271                | -                  | -                  | -                  | -                  | 271                |
| Ensisheim         | Maison centrale (MC)               | 1811            | 205                | -                  | -                  | -                  | -                  | 205                |
| Épinal*           | Maison d'arrêt (MA)                | 1988            | -                  | -                  | -                  | -                  | -                  | 306                |
| Lons-le-Saunier*  | Maison d'arrêt (MA)                | 1846            | 31                 | -                  | -                  | 9                  | -                  | 40                 |
| Maxéville         | Centre de semi-liberté (CSL)       | 1966            | 48                 | 6                  | 2                  | -                  | -                  | 56                 |
| Metz*             | Maison d'arrêt (MA)                | 1979            | -                  | -                  | -                  | -                  | -                  | 434                |
| Metz*             | Centre pour peines aménagées (CPA) | 2003            | -                  | -                  | -                  | -                  | -                  | 77                 |
| Montbéliard       | Maison d'arrêt (MA)                | 1864            | 32                 | -                  | -                  | 9                  | -                  | 41                 |
| Montmédy          | Centre de détention (CD)           | 1990            | 328                | -                  | -                  | -                  | -                  | 328                |
| Mulhouse          | Maison d'arrêt (MA)                | 1870            | 238                | 16                 | 23                 | 25                 | -                  | 302                |
| Nancy*            | Maison d'arrêt (depuis 2020)       | 2009            | 630                | MA : 30            | -                  | -                  | -                  | 660                |
| Oermingen         | Centre de détention (CD)           | 1946            | 265                | -                  | -                  | -                  | -                  | 265                |
| Saint-Mihiel      | Centre de détention (CD)           | 1990            | 401                | -                  | -                  | -                  | -                  | 401                |
| Sarreguemines     | Maison d'arrêt (MA)                | 1902            | -                  | -                  | -                  | -                  | -                  | 71                 |
| Souffelweyersheim | Centre de semi-liberté (CSL)       | 1980            | 39                 | 4                  | -                  | -                  | -                  | 43                 |
| Strasbourg        | Maison d'arrêt (MA)                | 1988            | -                  | -                  | -                  | -                  | -                  | 444                |
| Toul              | Centre de détention (CD)           | 1911            | 429                | -                  | -                  | -                  | -                  | 429                |
| Vesoul*           | Maison d'arrêt (MA)                | 1837            | -                  | -                  | -                  | -                  | -                  | 57                 |

## Établissements situés dans le ressort de la direction interrégionale de Toulouse
La direction interrégionale de Toulouse regroupe les départements de l'Ariège (09), de l'Aude (11), de l'Aveyron (12), du Gard (30), de la Haute-Garonne (31), du Gers (32), de l'Hérault (34), du Lot (46), de la Lozère (48), des Hautes-Pyrénées (65), des Pyrénées-Orientales (66), du Tarn (81) et du Tarn-et-Garonne (82).
| Ville                    | Type d'établissement                           | Mise en service | Effectif théorique |
| ------------------------ | ---------------------------------------------- | --------------- | ------------------ |
| Montauban                | Maison d'arrêt (MA)                            | 1900            | 64                 |
| Albi                     | Maison d'arrêt (MA)                            | 1968, 2006      | 59, +46 (2006)     |
| Rodez                    | Maison d'arrêt (MA)                            | 2013            | 110                |
| Mende                    | Maison d'arrêt (MA)                            | 1891            | 45                 |
| Nîmes                    | Maison d'arrêt (MA)                            | 1974            | 194                |
| Montpellier              | Centre de détention (CD)                       | 1844            | 48                 |
| Montpellier              | Centre de semi-liberté (CSL)                   | 1999            | 24                 |
| Villeneuve-lès-Maguelone | Centre pénitentiaire (MA/EPM)                  | 1990            | 594                |
| Béziers                  | Centre pénitentiaire (MA/CD)                   | 2009            | 810                |
| Perpignan                | Centre pénitentiaire (MA/CD)                   | 1987            | 539                |
| Carcassonne              | Maison d'arrêt (MA)                            | 1898            | 66                 |
| Foix                     | Maison d'arrêt (MA)                            | 1864, 2005      | 66                 |
| Lavaur                   | Établissement pénitentiaire pour mineurs (EPM) | 2007            | 60 (mineurs)       |
| Saint-Sulpice-la-Pointe  | Centre de détention (CD)                       | 1946            | 102                |
| Toulouse-Seysses         | Maison d'arrêt (MA)                            | 2003            | 596                |
| Muret                    | Centre de détention (CD)                       | 1966            | 621                |
| Tarbes                   | Maison d'arrêt (MA)                            | 1896            | 69                 |
| Lannemezan               | Centre pénitentiaire (MC/CD)                   | 1987            | 220                |

## Établissements situés dans le ressort de la direction des services pénitentiaires d'outre-mer
| Ville                      | Type d'établissement         | Mise en service  | Effectif théorique |
| -------------------------- | ---------------------------- | ---------------- | ------------------ |
| Baie-Mahault               | Centre pénitentiaire (MA/CD) | 1996             | 504                |
| Ducos                      | Centre pénitentiaire (MA/CD) | 1996             | 569                |
| Remire-Montjoly*           | Centre pénitentiaire (MA/CD) | 1998             | 538                |
| Saint-Pierre de la Réunion | Maison d'arrêt (MA)          | 1930             | 88                 |
| Saint-Denis-Réunion*       | Centre pénitentiaire (MA/CD) | 2008             | 573                |
| Le Port                    | Centre de détention (CD)     | 1976, 1989, 2000 | 560                |
| Faa'a                      | Centre pénitentiaire (MA/CD) | 1970             | 165                |
| Basse-Terre                | Maison d'arrêt (MA)          | 1791             | 130                |
| Nouméa*                    | Centre pénitentiaire (MA/CD) | 1927             | 238                |
| Koné                       | Centre de détention (CD)     | 2023.            | 120                |
| Saint-Pierre et Miquelon   | Centre pénitentiaire (MA/CD) | 1970, 2005       | 8                  |
| Mata-Utu                   | Maison d'arrêt (MA)          | 1992             | 3                  |
| Majicavo                   | Centre pénitentiaire (MA/CD) | 2015             | 265                |
| Uturoa                     | Centre de détention (CD)     |                  | 20                 |
| Taiohae                    | Centre de détention (CD)     | 1846             | 5                  |
| Papeari                    | Centre pénitentiaire         | 2017             | 410                |